# Vysokorychlostní trať Olmedo–Zamora–Galicie
Vysokorychlostní trať Olmedo – Zamora – Santiago de Compostela (španělsky Línea de alta velocidad Olmedo – Zamora – Galicia)
je 434,86 km dlouhá vysokorychlostní trať ve Španělsku, táhnoucí se z Olmeda až do Santiaga de Compostela. Vychází z vysokorychlostní trati Madrid – Segovia – Valladolid. 10. prosince 2011 byl otevřen úsek mezi Ourense a Santiagem de Compostela o délce 87 km, úsek Santiago de Compostela – La Coruña s délkou 62 km, který byl otevřen v témže roce, náleží k VRT tahnoucí se od portugalské hranice přes Vigo – Pontevedra – Santiago de Compostela – La Coruña do Ferrolu, která je přezdívána „Atlantická osa“ (španělsky Eje Atlántico).
Celá trať byla dokončena v průběhu roku 2021, zprovozněna byla 23. prosince 2021.

## Úsek Ourense – Santiago de Compostela

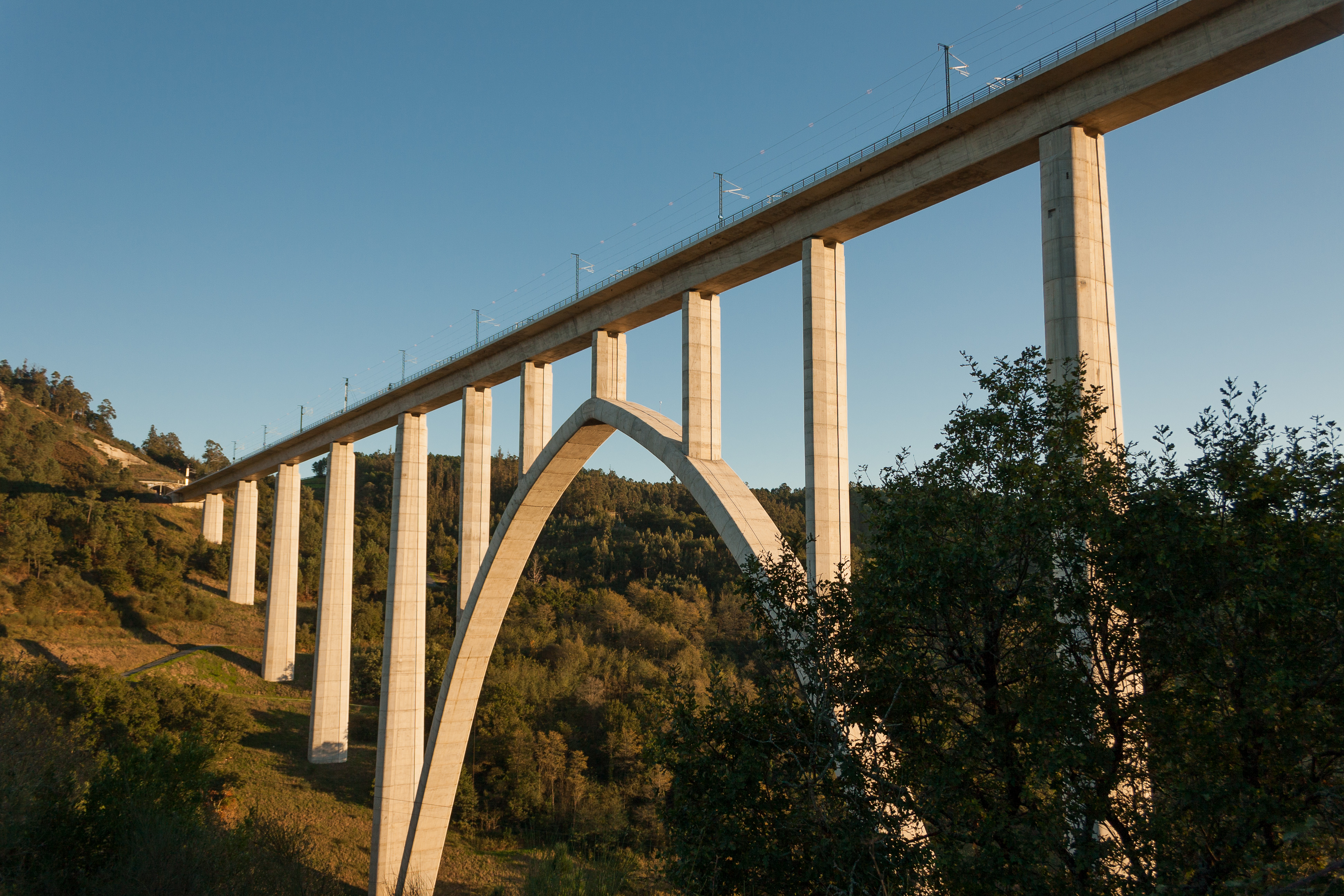
Viadukt „Ulla“ s délkou 630 m. Hlavní středový oblouk má rozpětí 168 m.

Úsek Ourense – Santiago de Compostela měří 87 km, v celé jeho délce je položena dvoukolejná elektrifikovaná trať o rozchodu 1 668 mm, po dokončení zbývajících úseku VRT bude rozchod upraven na 1 435 mm a to díky polyvalentním pražcům (jedná se o pražec umožňující položení tří kolejnic). Úsek byl konstruován pro rychlost 300 km/h s možností navýšení rychlosti na 350 km/h, nemá mezilehlé stanice. Po jeho otevření byl cestovní čas mezi Ourense a Santiagem de Compostela zkrácen z původních 90 minut na necelých 40 minut. Na úseku mezi Ourense a Lalín se nachází několik viaduktů, které zaujmou svoji délkou. Kupříkladu viadukt překračující řeku Arenteiro s délkou 1 444 m, viadukt „Viñao“ s délkou 1 357 m, viadukt „Deza“ s délkou 913 m, ale také viadukt přes řeku Barbantiño, který naopak zaujme svoji výškou. Jeho nejvyšší pilíř dosahuje výšky 97,9 m. Jeden z nejdelších tunelů „Burata“ dosahuje délky 4 068 m. Na úseku mezi Lalín a Santiago de Compostela se nacházejí taktéž viadukty. Jedním z nich je „Ulla“ s délkou 630 m, hlavní středový oblouk má rozpětí 168 m. Tento viadukt získal ocenění „San Telmo“ za nejlepší inženýrskou stavbu v Galicii. Ocenění udělil vzdělávací ústav Colegio de Ingenieros, Canales y Puertos de Galicia. Jedná se o nejvyšší viadukt z celé španělské vysokorychlostní sítě. Také se zde nacházejí viadukty „O Eixo“ 1 224 m, „Martixe“ 974 m, „Covas“ 975,2 m, „Besteiros“ 730 m, obloukový most „Rego das Lamas“ 245 m přes dálnici AP-53, také několik tunelů. Nejdelším z nich je tunel „Carboeiro“ 1 420 m. Od 11. prosince 2011 vyjíždějí na nově otevřený vysokorychlostní úsek spoje Avant, vedené jednotkami řady S-121. Od roku 2012 zajišťují dopravu v Galicii i spoje Alvia, vedené jednotkami s měnitelným rozchodem S 730 a to v relaci Madrid – Galicie. Tato souprava španělského rychlovlaku získala také přezdívku „el Patito“, česky „káčátko“. Řízení provozu na tomto úseku je prováděno dálkově z Madridu, jsou zde uplatněni nejšpičkovější technologie pro řízení železniční dopravy jako ERTMS, GSM-R. Do budoucna se řízení provozu přesune do Leónu, kde se buduje centrum pro řízení železničního provozu. Náklady na výstavbu tohoto vysokorychlostního úseku dosáhly 2,547 mld. eur.

### Subúseky Ourense – Santiago de Compostela
Část trati mezi Ourense a Santiagem de Compostela prochází členitým terénem, který musel být překonán pomocí 30 tunelů o celkové délce 28,9 km, a 38 viaduktů o celkové délce 19,6 km. Oproti původní konvenční trati s délkou 126 km, se tak zkrátila cca o 40 km. Dva menší úseky Ourense – Lalín a Lalín – Santiago de Compostela, byly rozčleněny na části, subúseky, které se před zahájením stavby soutěžily.
| Úseky                                    | Délka v km |
| ---------------------------------------- | ---------- |
| Přístup do Ourense                       | 1,5        |
| Ourense – Amoeiro                        | 6,4        |
| Amoeiro – Maside                         | 6,3        |
| Maside – Carballiño                      | 5,8        |
| Carballiño – O Irixo                     | 6,7        |
| O Irixo – Lalín (Abeleda)                | 6,5        |
| Lalín (Abeleda) – Lalín (Baxán)          | 9,8        |
| Lalín (Baxán) – Lalín (Anzo)             | 9,08       |
| Lalín (Anzo) – Silleda (Carboeiro)       | 5,3        |
| Silleda (Carboeiro) – Silleda (Dornelas) | 7,0        |
| Silleda (Dornelas) – Vedra               | 6,4        |
| Vedra – Boqueixón                        | 6,9        |
| Boqueixón – Santiago de Compostela       | 5,8        |
| Přístup do Santiaga                      | 3,62       |

#### Nehoda 24. června 2013
Dne 24. července 2013 na tomto úseku vykolejil spoj Alvia 4155 jedoucí z Madridu do Ferrolu vedený jednotkou 730 012. K neštěstí došlo ve 20:42 v oblouku cca 3 km před stanicí Santiago de Compostela.

## Změna rozchodu koleje
Současné polyvalentní pražce umožňují upevnění tří kolejnic, avšak v největší míře budou zastoupenvy na úseku VRT Vigo – Santiago de Compostela („Atlantická osa“). Na úsecích staršího data, jsou polyvalentní pražce, které umožňují nést kolejnice jen dvě. VRT Olmedo – Zamora – Galicie nebude nákladními vlaky využívána, neboť současná konvenční trať z Mediny del Campo do Zamory a Santiaga de Compostela by měla zůstat zachována. Od roku 2007, kdy byla zprovozněna VRT z Madridu do Valladolidu, již existovala jednokolejná odbočka směrem na Medinu del Campo, kde se nacházel měnič rozchodu. Nyní se pracuje na směrovém vedení dvoukolejné tratě z valladolidské VRT a to kvůli plynulému provozu. Měnič rozchodu zde využívá zejména španělská vysokorychlostní jednotka řady S 730 s měnitelným rozchodem jedoucí v relaci Madrid – Ferrol, která je navíc provozována jako dieselelektrická jednotka na neelektrizovaných tratích mezi Medinou del Campo a Orense-Empalme. Současná konvenční trať z Mediny del Campo do Zamory a Santiaga de Compostela disponuje rozchodem 1 668 mm, zatímco valladolidská VRT, na níž trať navazuje, disponuje rozchodem koleje 1 435 mm, proto je u Mediny del Campo instalován měnič rozchodu. Jedná se o speciální dvojkolí, která dokáže za pomalé jízdy soupravy měnit rozchod.

## Galerie

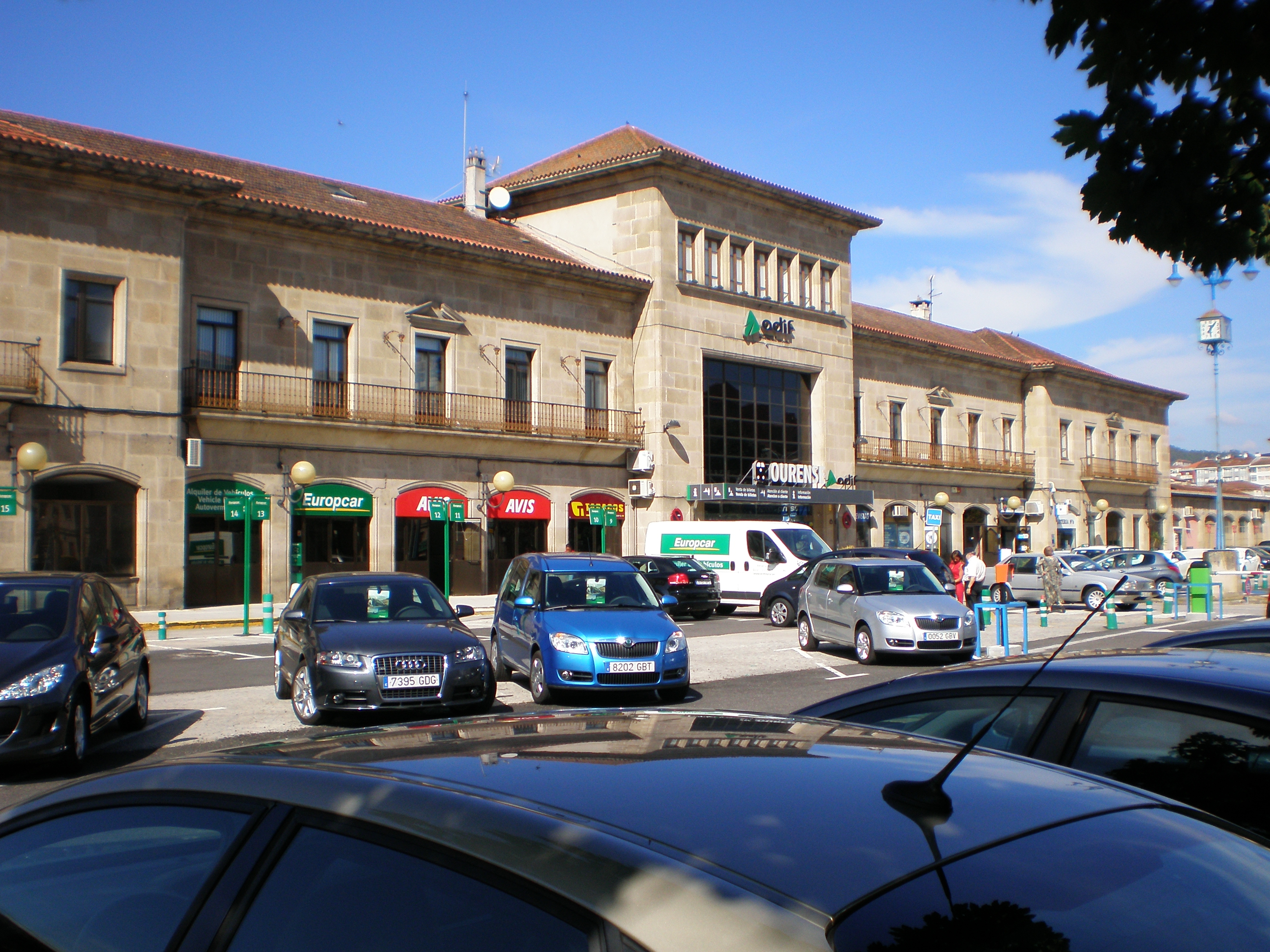
Železniční stanice Orense-Empalme (španělsky Estación de Orense-Empalme)
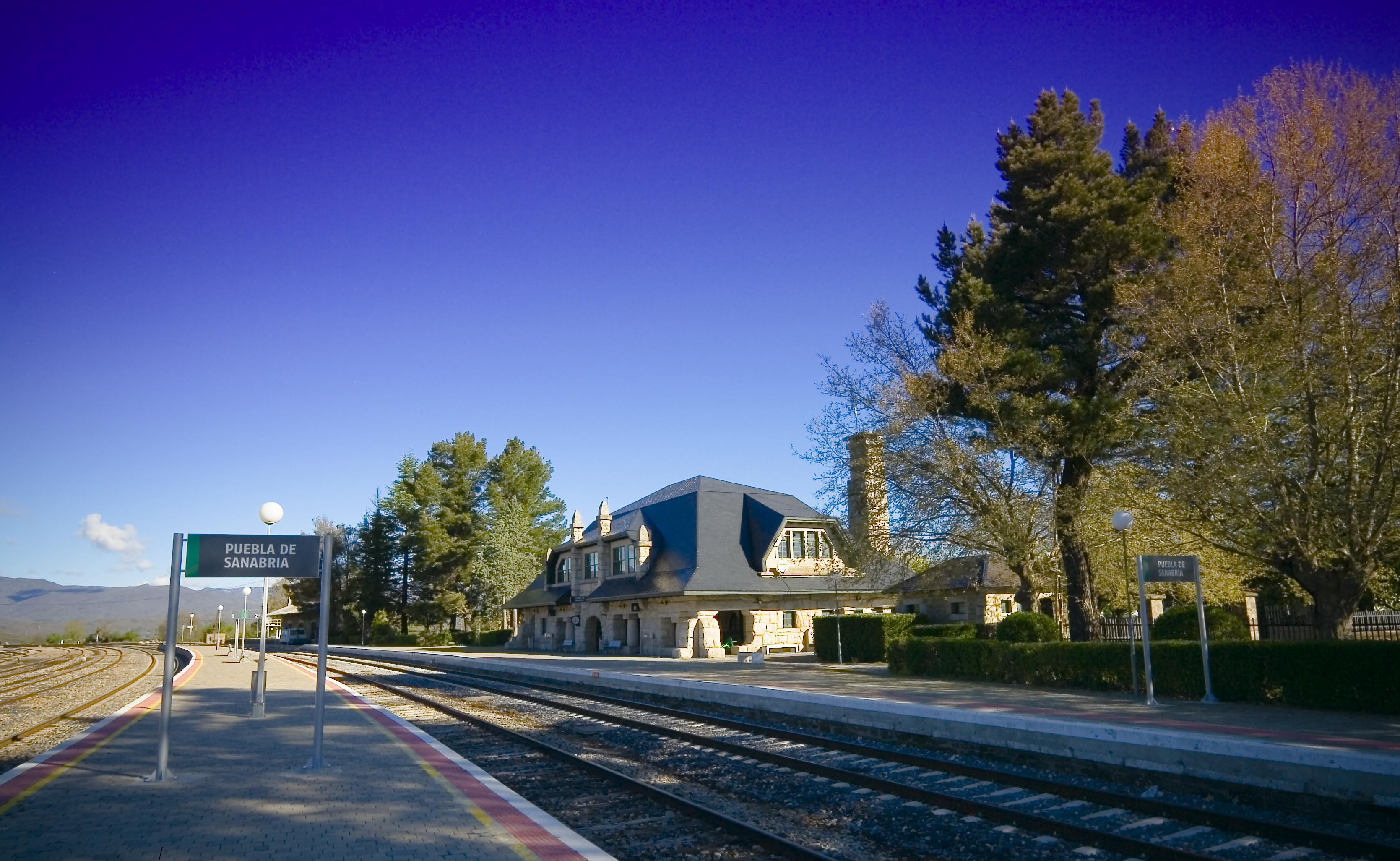
Železniční stanice Puebla de Sanabria (španělsky Estación de Puebla de Sanabria)
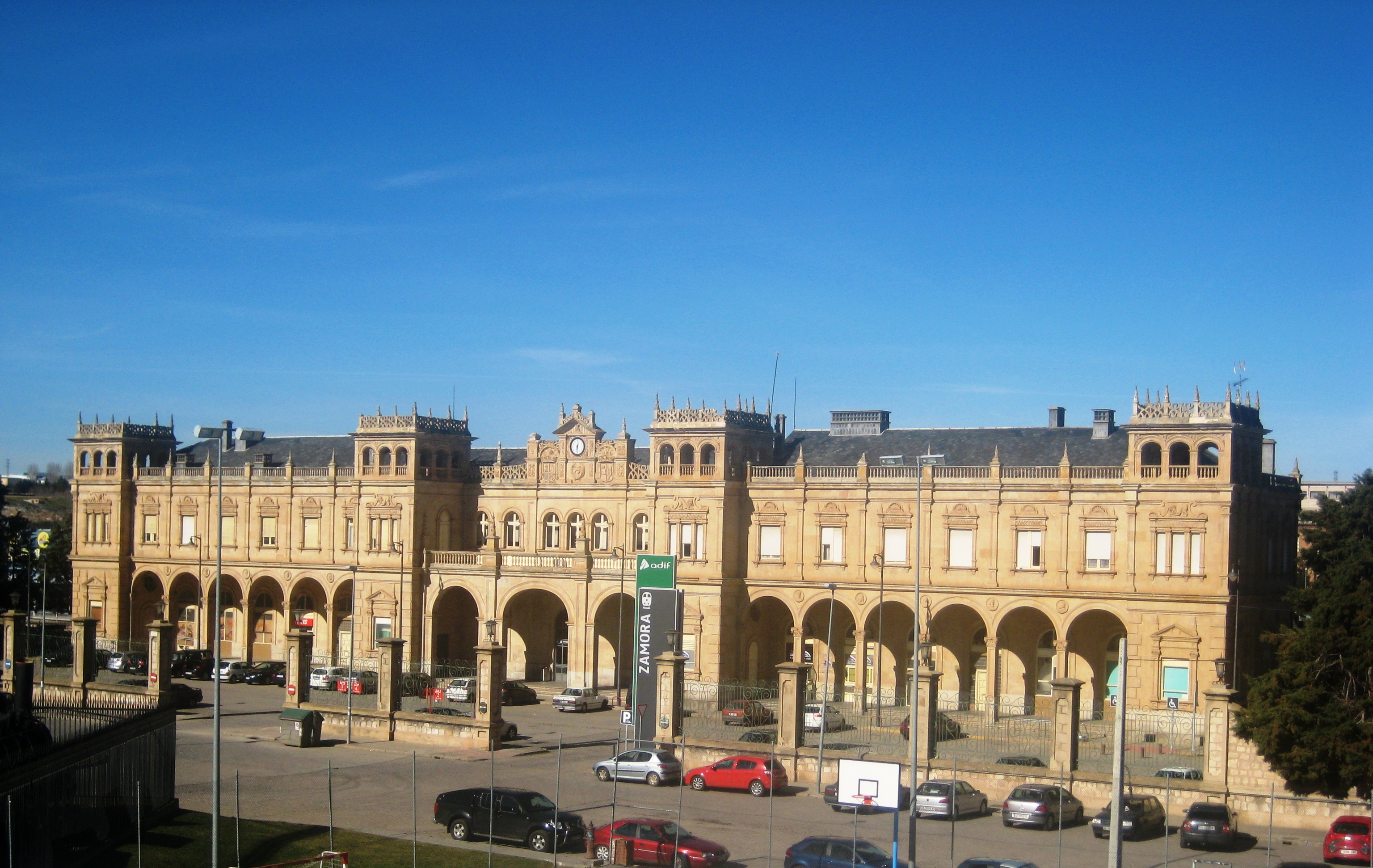
Železniční stanice Zamora (španělsky Estación de Zamora)
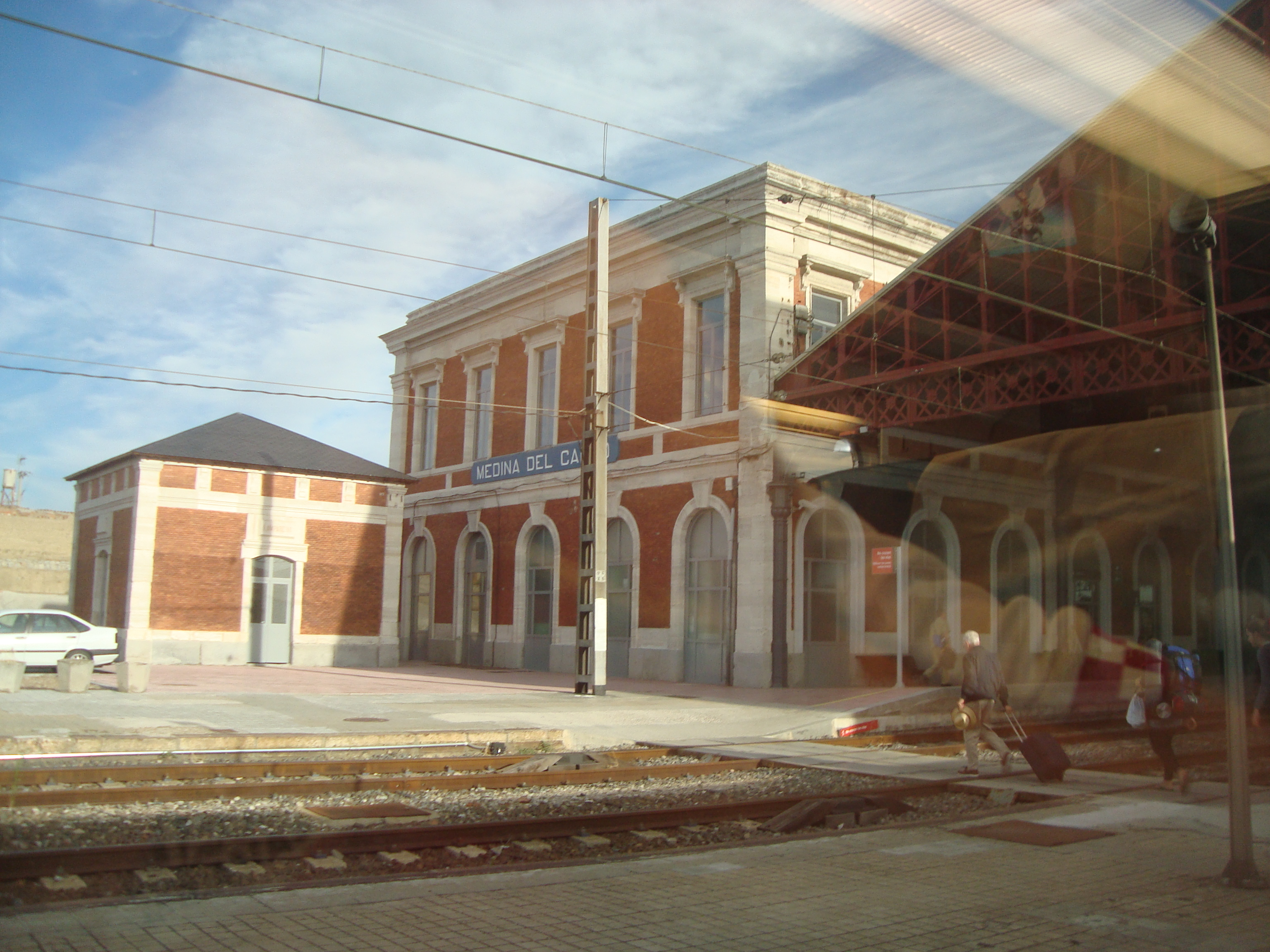
Železniční stanice Medina del Campo (španělsky Estación de Medina del Campo)